# Németszentgrót
Németszentgrót (németül Gerersdorf bei Güssing) Németszentgrót-Sóskútfalu településrésze Ausztriában Burgenland tartományban a Németújvári járásban.

## Fekvése
Németújvártól 8 km-re északnyugatra a Zickenbach völgyében fekszik.

## Története
Németszentgrótot Imre király 1193-ban kiadott oklevele említi először "Gerolt" alakban. Ebben a király megerősíti az apja által 1183-ban alapított szentgotthárdi cisztercita apátságot birtokaiban és az apátság szőlőskertjei között Geroltot is megemlíti.
1428-ban "Gyrolth", 1444-ben "Utraque Gyrolth", 1446-ban "Gyrolth et alia villa Gyrolth", 1455-ben "Gerolth" alakban említik a korabeli források. A Giroltiak, majd a Baumkircherek birtokai közt Limpach és Neusidl falvakkal együtt sorolják fel.
A Girolti család itt 1444 és 1447 között kastélyt építtetett. 1455-ben már nem említik, valószínűleg a főúri pártharcokban pusztult el, csekély nyoma maradt. 1529-ben és 1532-ben elpusztította a török, ezután németekkel telepítették újra. Németszentgrót plébániáját 1789-ben alapították, a mai templomot 1810-ben építették.
Vályi András szerint " SZENT GRÓT. Geresdorf. Elegyes Mezőváros Vas Várm. földes Ura Gr. Batthyáni Uraság, lakosai katolikusok, fekszik Német-Újvárhoz 1 1/4 mértföldnyire; határja meglehetős, legelője hasznos."
Fényes Elek szerint " Szent-Grót (Német), (Gerisdorf), német falu, Vas vgyében, igen erdős és hegyes vidéken, 879 kath. lak., paroch. szentegyházzal, szép erdővel. F. u. a német-ujvári uradalom. Ut. p. Rába-Sz.-Mihály."
Vas vármegye monográfiája szerint " Német-Szent-Grót nagy község, 153 házzal és 1029 németajkú, r. kath. és ág. ev. vallású lakossal. Postája helyben van, távírója Német-Ujvár. A községben savanyúvíz-forrás van. A lakosok önsegélyező-egyletet tartanak fenn. Itt van a körjegyzőség székhelye. Egy régi kolostornak a nyomai is láthatók itt és a plebánia levéltárában ide vonatkozó okmányok is találhatók; ugyanitt érdekes, régi könyveket és krónikaszerű feljegyzéseket is őriznek."
1910-ben 917, túlnyomórészt német lakosa volt. A trianoni békeszerződésig Vas vármegye Németújvári járásához tartozott. A trianoni békeszerződés mindkét települést Ausztriához csatolta. 1971-ben Németszentgrótot, Sóskútfalut és Őzgödört egy községben egyesítették.

## Nevezetességei
- Szent Márton tiszteletére szentelt római katolikus plébániatemploma 1810-ben épült.
- Szent Mátyás apostol tiszteletére szentelt útikápolna.
- Falumúzeuma, ahol 18. és 19. századi eredeti parasztházak láthatók. A múzeum 1973-ban egy 18. század elejérol származó dél-burgenlandi lakóház és egy hegyi pince áttelepítésével jött létre. Három évvel később már féltucat népi építménnyel nyílt meg a látogatók előtt. A kis falu ma több mint 30 kisebb-nagyobb épületet, egyebek közt lakóházat, pajtát, présházat, kovácsműhelyt, kamrát és haranglábat foglal magába. Ma Burgenland legnagyobb falumúzeuma.